# James Hamilton Jr.
James Hamilton, Jr., född 8 maj 1786 i Charleston i South Carolina, död 15 november 1857, var en amerikansk politiker. Han var Charlestons borgmästare 1821–1822, ledamot av USA:s representanthus 1822–1829 och South Carolinas guvernör 1830–1832. Som borgmästare var han demokrat-republikan, under tiden i representanthuset bytte han sedan parti till demokraterna och som guvernör representerade han Nullifier Party.
Hamilton studerade juridik och inledde sin karriär som advokat i Charleston. Han tjänstgjorde som major i 1812 års krig.
Hamilton efterträdde 1821 Elias Horry som Charlestons borgmästare (på den tiden var borgmästarens titel i Charleston intendant) med omval 1822. Senare samma år avgick Hamilton som borgmästare efter att ha blivit invald i USA:s representanthus. Efterträdaren John Geddes tillträdde som borgmästare i januari 1823. I representanthuset satt Hamilton kvar till år 1829 då han efterträddes av Robert Woodward Barnwell.
Hamilton efterträdde 1830 Stephen Decatur Miller som South Carolinas guvernör och efterträddes 1832 av Robert Y. Hayne.
Hamilton County i Texas och countyts administrativa huvudort Hamilton har blivit namngivna efter James Hamilton, Jr.